# レーリング
レーリング（Rehling）はドイツ連邦共和国バイエルン州シュヴァーベン行政管区のアイヒャッハ＝フリートベルク郡に属す町村（以下、本項では便宜上「町」と記述する）である。

## 地理
レーリングはアウクスブルクからわずか数km北東のフリートベルガー・アハ川沿いに位置する。

### 自治体の構成
この町は、公式には11の地区 (Ort) からなる。このうち小集落や孤立農場などを除く集落を以下に列記する。
- アルメリング
- アウ
- オーベラハ
- レーリング
- ザンクト・シュテファン
- ウンターラハ

## 歴史
レーリングはマイヤー男爵家のホーフマルク・シェルネックの所在地であった。バイエルンの行政改革に伴い1819年に独立した自治体となった。

## 行政

### 町長
町長はクリストフ・アイデルスブルガー (CSU/Bürger für Rehling) である。

### 議会
町議会は第1町長と14人の議員からなる。

### 紋章
四連の胸壁状の銀の頂部。その中には赤い紋章デザイン化されたバラが2輪並んで配されている。その下には青地で、基部から2つの細い銀の三角図形が描かれている。

## 文化と見所
- シェルネック城（シェルネックとアウの間）

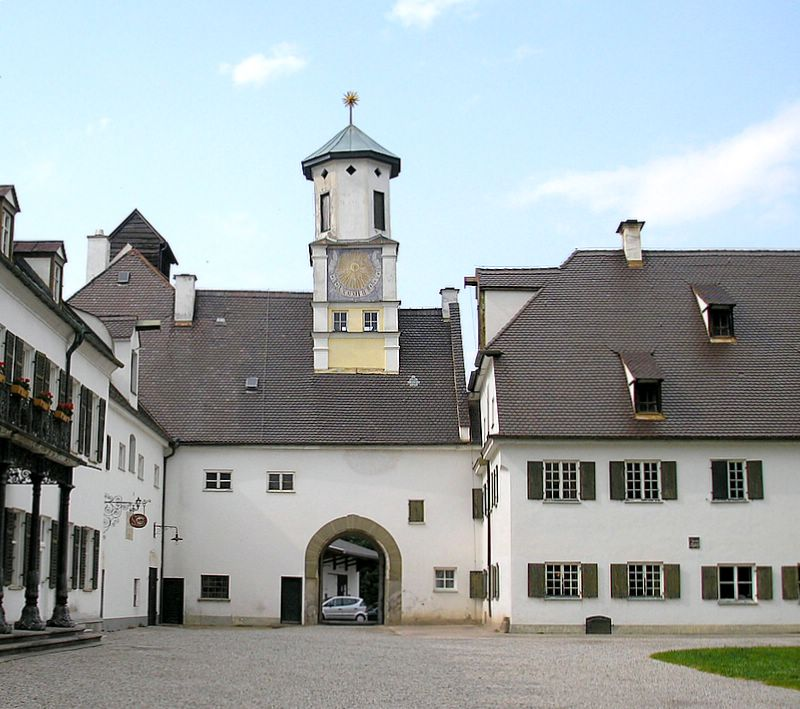
シェルネック城の城門（中庭側）

- タークリーリーエンフェルト — ワスレグサ属の Hemerocallis lilioasphodelus の群生地
- レーリング城趾（ウンターラハ）中世盛期の城砦（モット・アンド・ベーリー）跡

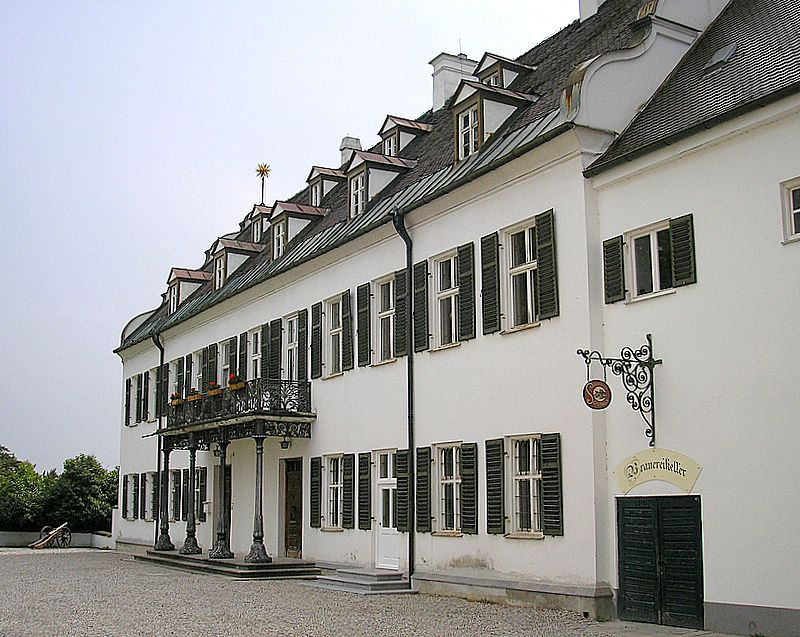
シェルネック城の本館
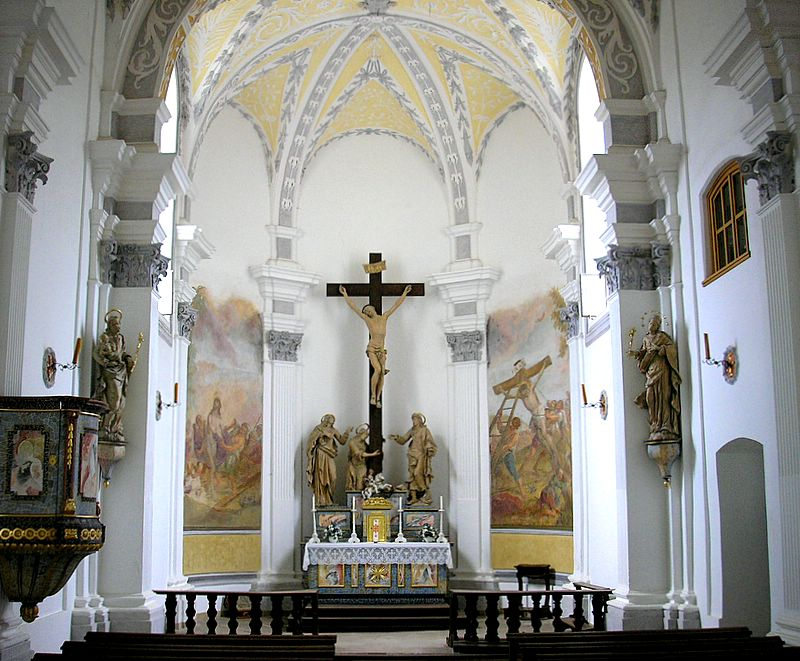
シェルネック城の城内礼拝堂
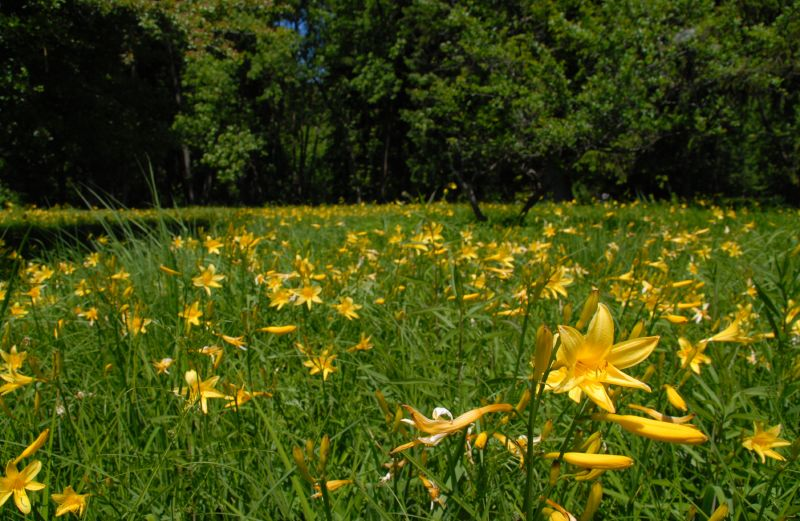
タークリーリーエンフェルト

## 引用
1. ↑  https://www.statistikdaten.bayern.de/genesis/online?operation=result&code=12411-003r&leerzeilen=false&language=de Genesis-Online-Datenbank des Bayerischen Landesamtes für Statistik Tabelle 12411-003r Fortschreibung des Bevölkerungsstandes: Gemeinden, Stichtag (Einwohnerzahlen auf Grundlage des Zensus 2011)
2. ↑  Bayerische Landesbibliothek Online
3. ↑  “Wahl des ersten Bürgermeisters - Kommunalwahlen 2020 in der Gemeinde Rehling - Gesamtergebnis”. 2021年4月4日閲覧。